# Zorro (bande dessinée)
Pour les articles homonymes, voir Zorro (homonymie).
Zorro est le titre de très nombreuses bandes dessinées reprenant le personnage créé en 1919 par le romancier américain Johnston McCulley et publiées par des auteurs du monde occidental entier. Certaines bandes dessinées sont l'adaptation directe d'un photogramme, d'une série télévisée ou d'un film.

## Titres et publications

### États-Unis

#### Comic Strip
| Année       | Éditeur      | Série                          | Tome(s) | Titre | Scénario     | Dessins       | Note | Remarque                                                                 |
| ----------- | ------------ | ------------------------------ | ------- | ----- | ------------ | ------------- | ---- | ------------------------------------------------------------------------ |
| 1999 - 2000 |              | Zorro: The Dailies             |         |       | Don McGregor | Thomas Yeates |      | comic strip (dailies et sundays) édité du 12 avril 1999 au 9 avril 2000. |
| 2001        | Image Comics | Zorro: The Dailies, First Year | 1 album |       | Don McGregor | Thomas Yeates | note | intégrale du comic strip.                                                |

#### Crossover
| Année       | Éditeur                | Série                                   | Tome(s)   | Titre | Scénario       | Dessins       | Note | Remarque                                                                             |
| ----------- | ---------------------- | --------------------------------------- | --------- | ----- | -------------- | ------------- | ---- | ------------------------------------------------------------------------------------ |
| 1993        | Topps Comics           | Dracula Versus Zorro                    | 2 numéros |       | Don McGregor   | Thomas Yeates | note | Zorro doit faire face au vampire Dracula.                                            |
| 2011        | Dynamite Entertainment | Lone Ranger & Zorro: The Death of Zorro | 5 numéros |       | Ande Parks     | Esteve Polls  | note | Zorro fait équipe avec The Lone Ranger.                                              |
| 2012 - 2013 | Dynamite Entertainment | Masks                                   | 8 numéros |       | Chris Roberson | Alex Ross     | note | Zorro fait équipe avec Le Frelon vert, The Shadow... Il porte le nom de Rafael Vega. |
| 2014 - 2015 | Dynamite Entertainment | Django / Zorro                          | 7 numéros |       | Matt Wagner    | Esteve Polls  | note | Zorro fait équipe avec Django.                                                       |

#### Séries dérivées
| Année | Éditeur                | Série                                                | Tome(s)   | Titre | Scénario            | Dessins          | Note | Remarque                                                                                             |
| ----- | ---------------------- | ---------------------------------------------------- | --------- | ----- | ------------------- | ---------------- | ---- | --- |
| 1999  | Image Comics           | Zorro's Lady Rawhide Other People's Blood            | 4 numéros |       | Don McGregor        | Esteban Maroto   | note | Lady Rawhide est un personnage apparu pour la première fois dans Zorro no 3 de Topps Comics en 1994. |
| 2014  | Dynamite Entertainment | Lady Zorro                                           | 4 numéros |       | Alex De Campi       | Rey Villegas     | note | réimprimé en intégrale dans l'album Lady Zorro: Blood and Lace.                                      |
| 2015  | Dynamite Entertainment | Lady Rawhide Lady Zorro                              | 4 numéros |       | Shannon Eric Denton | Rey Villegas     | note | |
| 2015  | Dynamite Entertainment | Swords of Sorrow: Black Sparrow & Lady Zorro Special | 1 numéro  |       | Erica Schultz       | Cristhian Zamora | note | |

### Belgique
En Belgique, des récits inspirés de la série Zorro avec Guy Williams ont été présentés dans Mickey Magazine et Le Journal de Mickey de la fin des années 1950 jusqu'au début des années 1970.

### France

#### L'intrépide
- Bob Dan (dessin) et George Fronval (scénario),

1. Le Vengeur masqué, 1948.
2. Le Protégé de Zorro, 1949.

#### Le Journal de Mickey
Il est a souligner que les aventures publiées dans Le Journal de Mickey reprennent bien sûr les personnages de la série TV Disney.
Les premières aventures publiées sont des reprises du matériel américain essentiellement issu de Dell Comics qui avait passé des accords commerciaux avec Disney pour l'adaptation de films et dessins animés dans ses revues.

#### Diverses revues
- Jumbo, Tori puis Gal, Zorro, l'homme au masque, 1939-1940.
- André Oulié, Zorro, dans Zorro-Jeudi Magazine, puis Zig Zag, puis Zorro nouvelle formule puis Zorro l'invincible, 1947-1953.
- Eugène Gire (dessin) et George Fronval (scénario),  adaptation du serial Zorro et ses légionnaires dans Collection Hurrah! (1949-1950)
- Histoires de Richard Moore et Mel Keefer dans Le Livre de la Jungle magazine no 1-8, 1967-1968.
- Jean Pape Zorro, Société française de presse illustrée, 1868-1977

#### Albums
| Année | Éditeur            | Série                            | Tome(s)  | Titre | Scénario          | Dessins                 | Note | Remarque                                                                                            |
| ----- | ------------------ | -------------------------------- | -------- | --- | ----------------- | ----------------------- | ---- | --------------------------------------------------------------------------------------------------- |
| 1978  | M.C.L.             | Zorro                            | 1 album  | | Maric             | Pierre Frisano          | note | |
| 1986  | Hachette           | Z comme Zorro                    | 1 album  | | Jean-Marie Nadaud | Raffaele Carlo Marcello | note | 7 histoires de 10 planches.                                                                         |
| 1990  | Futuropolis        | Zorro                            | 1 album  | Sale journée pour Bernardo Première apparition du Señor Zorro Le passage Le Fantôme de la mission L'avertissement de la gitane |                   | Alex Toth               | note | reprend cinq histoires publiées en 1958. adaptation de la série télévisée Zorro de 1957-1961.       |
| 2005  | Jungle !           | Les nouvelles aventures de Zorro | 1 album  | L'armée secrète | Philippe Harchy   | Greg Newman             | note | |
| 2010  | Glénat             | Zorro                            | 3 albums | Cicatrices Noyades Vautours | Don McGregor      | Sydney Lima             | note | reprend la série de Papercutz de 2005.                                                              |
| 2011  | Glénat             | Z                                | 1 album  | |                   | Alex Toth               | note | reprend l'intégrale des histoires d'Alex Toth. adaptation de la série télévisée Zorro de 1957-1961. |
| 2014  | Trois. L. Editions | Les aventures de Zorro           | 1 album  | La rançon | André Papazian    | Jean Pape               | note | |
| 2016  | Jungle !           | Zorro, Les chroniques            | 1 album  | | Greg Newman       | Danilo Loizedda         | note | adapté de la série animée Les Chroniques de Zorro de 2015.                                          |
| 2020  | Dargaud            | Don Vega                         | 1 album  | Don Vega | Pierre Alary      | Pierre Alary            | note | |